# 盧坦
盧 坦（ろ たん、749年 - 817年）は、唐代の官僚・軍人。字は保衡。本貫は河南府洛陽県。

## 経歴
鄭州刺史の盧巒の子として生まれた。河南県尉に任じられ、河南尹の杜黄裳に厚遇された。李復が鄭滑節度使となると、盧坦はその下で判官をつとめた。李復の病が重くなり、監軍使の薛盈珍が兵変を心配して、府庫を封印し、その麾下500人を節度使の治所に入れると、軍中は恐れおののいた。盧坦はこれを止めるよう薛盈珍に進言した。貞元13年（797年）、李復が死去すると、盧坦はその喪を守って東都洛陽に帰った。のちに寿安県令となった。
盧坦は庫部員外郎に累進し、侍御史を兼ね、知雑事をつとめた。元和2年（807年）、李錡が反乱を起こして敗れると、李錡の父祖の廟墓を破壊しようとする動きがあったが、盧坦は淮安王李神通の功績を引き合いに出してこれに反対した。武元衡が宰相となると、盧坦は御史中丞となり、東都を担当したが、ほどなく長安の御史台に帰った。裴均が尚書右僕射とされると、盧坦はこれを辞退するよう求めたが、裴均は聞き入れなかった。盧坦が姚南仲の例を引いたところ、裴均は激怒した。盧坦は罷免されて右庶子となった。ほどなく宣歙観察使として出向した。元和5年（810年）、入朝して刑部侍郎・塩鉄転運使となった。元和6年（811年）、戸部侍郎・判度支に転じた。
元和8年（813年）、西受降城が黄河の浸食により破壊されると、宰相の李吉甫は兵を天徳故城に移すよう請願した。盧坦は天徳故城は便利が悪く、一時の節約になっても、将来のためにならないとして、これに反対した。このため天徳故城への移転はおこなわれなかった。まもなく盧坦は剣南東川節度使として出向した。のちに閏月の軍吏の糧料を徴収して、軍の運営の助けとしたが、このことは多くの人に非難された。元和12年（817年）9月、死去した。享年は69。礼部尚書の位を追贈された。

## 伝記資料
- 『旧唐書』巻153 列伝第103
- 『新唐書』巻159 列伝第84